# Alfred Goldie
Alfred Goldie   (Cosley, 10 de desembre de 1920 - Barrow-in-Furness, 8 d'octubre de 2005) va ser un matemàtic anglès.
Nascut a Coseley (nord-oest de Birmingham) va ser escolaritzat a la Wolverhampton Grammar School. El 1939 va ingressar al Saint John's College de la universitat de Cambridge, en el qual només va cursar dois anys d'estudis perquè el 1941 es va incorporar als laboratoris de l'exèrcit britànic per fer estudis de balística. Abans d'acabar la Segona Guerra Mundial va ser traslladat a l'arsenal reial de Woolwich, on va romandre fins al 1946. Després d'ocupar una posició docent a la universitat de Nottingham (1946-1948) va ser nomenat professor de la universitat de Newcastle en la qual va romandre fins al 1963 quan va ser nomenat professor de la universitat de Leeds de la qual es va retira el 1986 passant a ser professor emèrit.
Goldie és conegut pels seus treballs en teoria d'anells sent el creador d'una escola de pensament en aquest àmbit a la universitat de Leeds. Va ser l'introductor del concepte de rang (o dimensió) de Goldie i va ser l'iniciador de l'estudi dels anells noetherians no commutatius amb el teorema que porta el seu nom.